# Hillsboro (Illinois)
Hillsboro és una població dels Estats Units a l'estat d'Illinois. Segons el cens del 2000 tenia 4.359 habitants.

## Demografia
Segons el cens del 2000, Hillsboro tenia 4.359 habitants, 1.800 habitatges, i 1.189 famílies. La densitat de població era de 468,8 habitants/km².
Dels 1.800 habitatges en un 33,1% hi vivien nens de menys de 18 anys, en un 50,2% hi vivien parelles casades, en un 11,9% dones solteres, i en un 33,9% no eren unitats familiars. En el 30% dels habitatges hi vivien persones soles el 14,8% de les quals corresponia a persones de 65 anys o més que vivien soles. El nombre mitjà de persones vivint en cada habitatge era de 2,36 i el nombre mitjà de persones que vivien en cada família era de 2,91.
Per edats la població es repartia de la següent manera: un 25,8% tenia menys de 18 anys, un 8,4% entre 18 i 24, un 27,2% entre 25 i 44, un 21% de 45 a 60 i un 17,6% 65 anys o més.
L'edat mediana era de 38 anys. Per cada 100 dones de 18 o més anys hi havia 80,3 homes.
La renda mediana per habitatge era de 33.075 $ i la renda mediana per família de 40.135 $. Els homes tenien una renda mediana de 31.821 $ mentre que les dones 18.668 $. La renda per capita de la població era de 17.458 $. Aproximadament el 14,3% de les famílies i el 17,2% de la població estaven per davall del llindar de pobresa.

## Poblacions més properes
El següent diagrama mostra les poblacions més properes.